# Olímpia (São Paulo)
Olímpia ist eine Stadt im brasilianischen Bundesstaat São Paulo. 2022 lebten in Olímpia nach offizieller Schätzung 55.074 Menschen auf 803 km².

## Geographie

### Distrikte
Die Gemeinde ist in Distrikte unterteilt:
- Olímpia – Hauptdistrikt
- Baguaçu
- Ribeiro dos Santos

## Geschichte
Die Gemeinde wurde 1917 durch Landesgesetz gegründet.

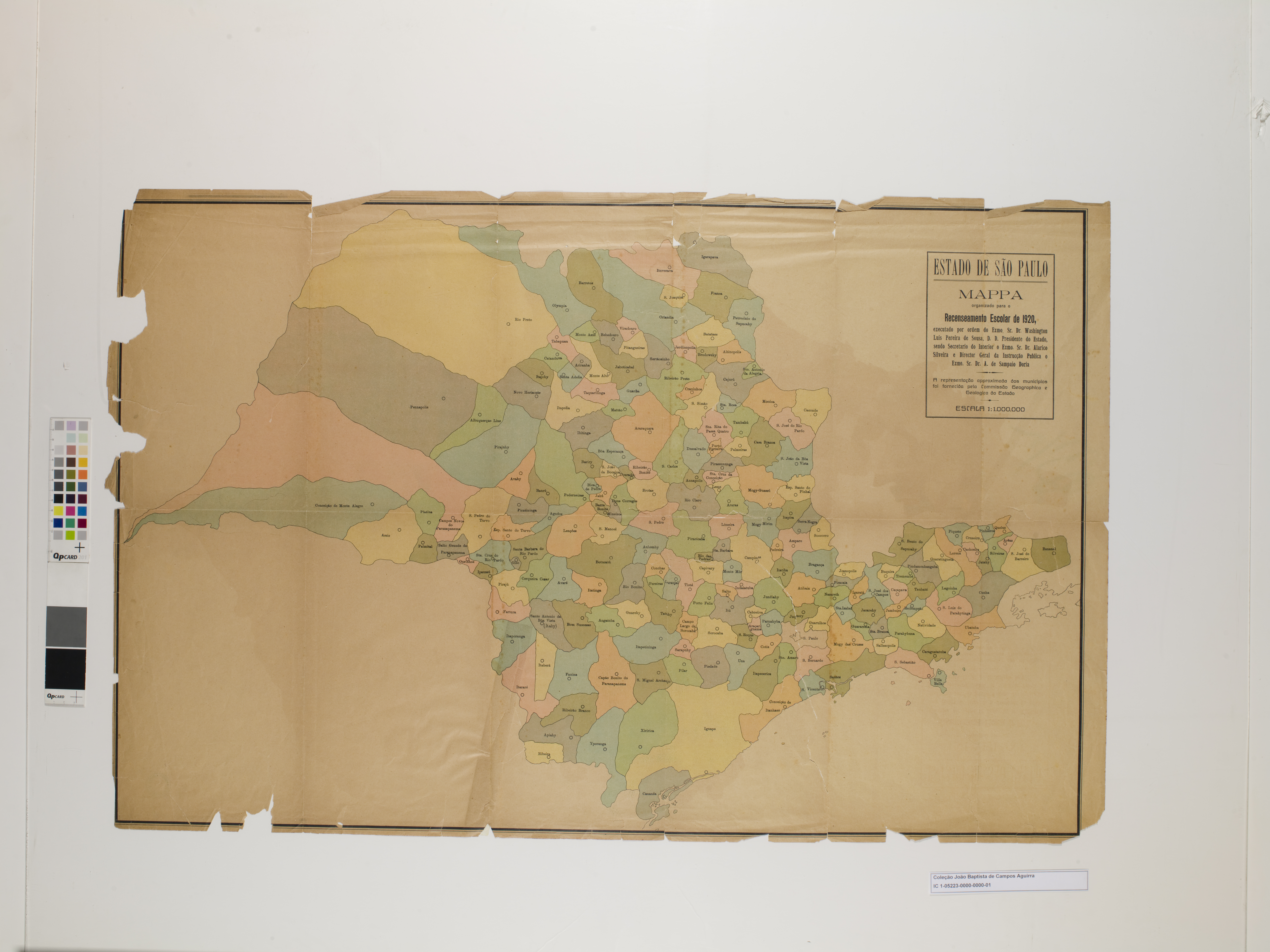
Karte des Bundesstaates São Paulo (1920).

## Bevölkerung
| Bevölkerungsentwicklung | Bevölkerungsentwicklung |
| Jahr                    | Bevölkerung             |
| ----------------------- | ----------------------- |
| 1920                    | 45.046                  |
| 1940                    | 50.697                  |
| 1950                    | 37.906                  |
| 1960                    | 28.549                  |
| 1970                    | 29.079                  |
| 1980                    | 31.787                  |
| 1991                    | 42.907                  |
| 2000                    | 46.013                  |
| 2010                    | 50.024                  |
| 2022                    | 55.074                  |
| [ 4 ] [ 5 ] [ 6 ]       |                         |

## Religion
Das Christentum ist in der Stadt wie folgt vertreten:

### Römisch-katholische Kirche
Die römisch-katholische Gemeinde ist Teil des Bistums Barretos.

### Protestantische Kirche
In der Stadt gibt es die unterschiedlichsten evangelischen Glaubensrichtungen, hauptsächlich Pfingstler, darunter die brasilianischen Assemblies of God, die Christliche Kongregationalistische Kirche in Brasilien, und andere.